# 17174 Krivitsky
17174 Krivitsky è un asteroide della fascia principale. Scoperto nel 1999, presenta un'orbita caratterizzata da un semiasse maggiore pari a 2,636577 UA e da un'eccentricità di 0,047873, inclinata di 10,731261° rispetto all'eclittica. Ha un diametro di 4,889 km.